# Максимчук Юліан Юрій
Юліа́н Ю́рій Максимчу́к (30 серпня 1890, Мразниця біля Борислава — сучасний Борислав (в інших джерелах — Стрий)  — 13 грудня 1980) — старши́на УГА, видатний діяч українського філателістичного руху в діаспорі, автор відомих каталогів українських державних і недержавних марок, посадник міста Борислава.

## Життєпис
Ще навчаючись в гімназії, входить до складу таємного освітнього гуртка. 1 липня 1910 року брав участь у демонстрації на підтримку Українського університету у Львові.
Арештований разом з іншими студентами-українцями в часі «Процесу 101», відбув у в'язниці 7 місяців.
З початком Першої світової війни мобілізований до австро-угорського війська, в 1915—1917 роках перебував в російському полоні.
1922 року починає працювати в управі Борислава; продовжував вивчати право в Львівському університеті.
З появою в січні 1925 року першого фахового часопису «Український філятеліст» («УФ») — почав виходити у Відні, зачалося осмислене українське філателістичне життя.
В «Українському філателісті» число 3 — березень 1925 — у редакційній статті обґрунтовує ідею створення центральної організації українських філателістів з осідком у Львові. В тому ж числі була започаткована ідея заснування Українського Обмінного Товариства (УОТ), котре б об'єднувало не тільки українців.
В скорому часі членами УОТ стали й австрійці, голландці, датчани, латиші, німці, поляки, румуни, угорці, чехи, хорвати, чимало представників з різних теренів СРСР.
Започаткував список членів УОТ головний редактор і видавець «УФ» доктор Іван Турин. Другим у цьому списку був Юліан Максимчук з Мразниці біля Борислава.
Після Другої світової війни в еміграції.
Із заснуванням УГВР в екзилі при ній створюється поштовий відділ — керівник та організатор Юліан Максимчук, першу серію марок УНРади виконали Яків Гніздовський та Юліан Буцманюк.
1949 року накладом Поштового відділу видана його праця «Українські поштові марки».
1950 року в Ульм-Донау побачив світ його каталог українських поштових марок, частина друга, де окремий розділ присвячено пластовим маркам.

1951 року переїздить до США, оселився в Чикаго.
Американський союз українських філателістів та нумізматів щорічно провадить нагородження преміями його імені своїх найкращих членів («Julian G. Maksymczuk Award»).